# Porin

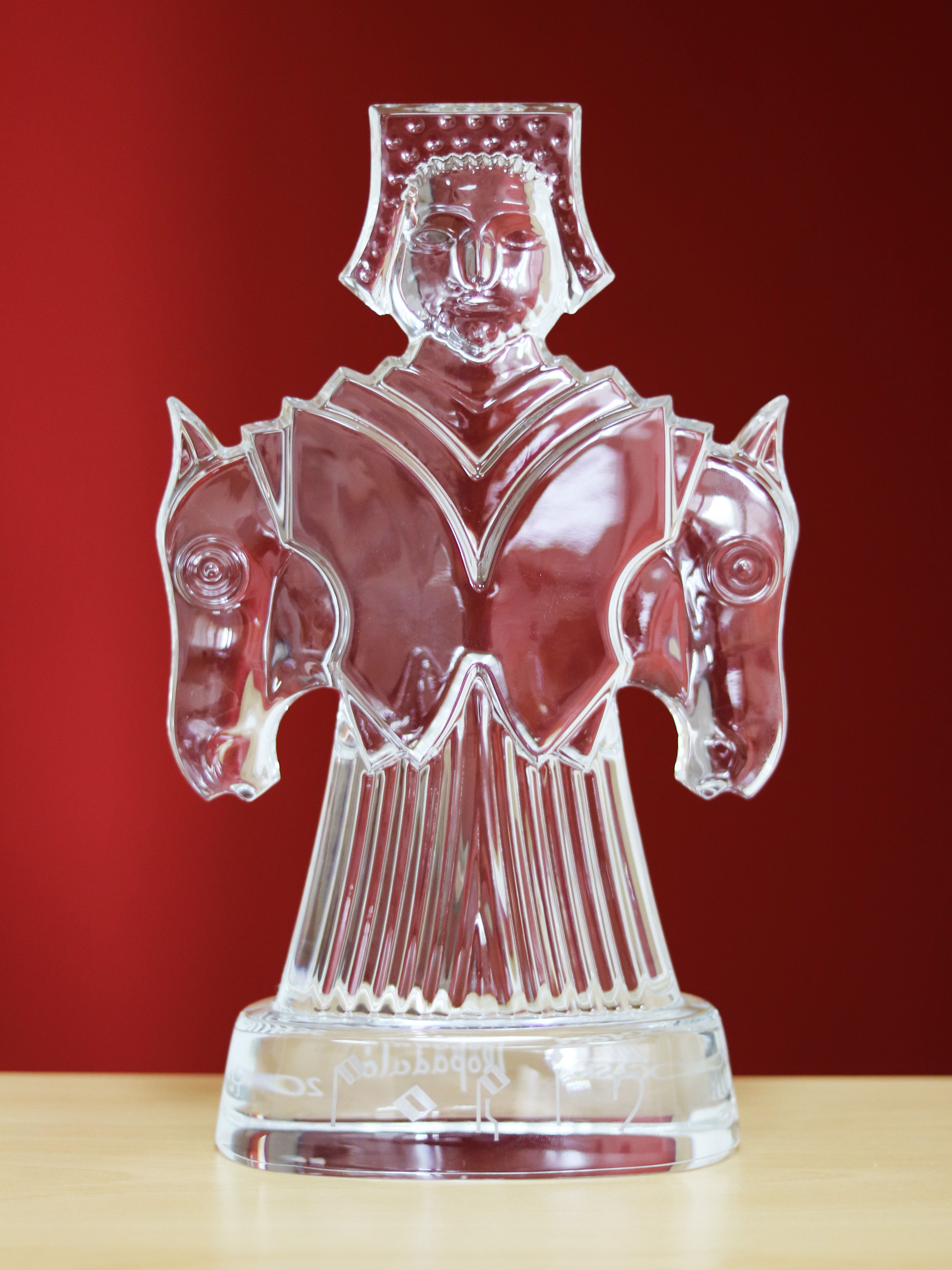
Statuetta Porin nel 2015

Porin è un premio musicale che si tiene annualmente in Croazia, stabilito dalla Hrvatsko društvo skladatelja, Hrvatska glazbena unija e HRT nel 1993, e organizzato a partire dall'anno dopo.

## Categorie

### Categorie principali
- Album dell'anno
- Canzone dell'anno
- Esordiente dell'anno
- Produttore dell'anno
- Miglior registrazione di album
- Miglior design di album

### Categorie di genere
- Miglior album alternative
- Miglior album classico
- Miglior album dal vivo
- Miglior album di AA.VV.
- Miglior album elettronica
- Miglior album jazz
- Miglior album per bambini
- Miglior album pop
- Miglior album rock
- Miglior album strumentale
- Miglior album world
- Miglior collaborazione vocale
- Miglior composizione a tamburo
- Miglior composizione classica
- Miglior composizione jazz
- Miglior composizione klapa
- Miglior composizione strumentale
- Miglior interpretazione jazz
- Miglior interpretazione vocale femminile
- Miglior interpretazione vocale maschile
- Miglior interpretazione vocale di gruppo
- Miglior produzione di album classico
- Miglior registrazione di album classico